# 李穎芝
李穎芝（Wendy Lee，1986年4月25日—），香港女演員，籍貫廣東省台山，於2006年參選香港小姐競選，亦是第21期無綫電視藝員訓練班畢業的藝人，前無綫電視經理人合約女藝員。其前男友是陸駿光。雖然李穎芝的演技不俗，惟由於其主要語言為英語，而她的中文水平（包括讀寫漢文和說廣州話的能力）仍有待改善，因此在多部劇集中皆未能擔任重要角色。

## 簡介
她在參選前是一名學生，志向是成為作家，她的口頭禪是：「Well...」。

## 曾參加選美活動
- 2004年 紐約華裔小姐競選
- 2006年 香港小姐競選

## 新聞
李穎芝在2004年曾參加紐約華裔小姐競選，與陳法拉一同進最後五強，但最後落敗。
李穎芝在最後一集一擲千金遊戲中拿著12號的一元寶箱。當她開箱時，參賽者張堅庭十分高興。

## 參選港姐
李穎芝在2006年曾參加香港小姐競選，雖然賽前被認為是冠軍大熱，但最後落敗。她的參選號碼是14號。在泳裝環節中，司儀曾志偉和陳百祥給她一個圓形圖案，問她聯想到甚麼，她說cereal，說是一個早餐，與牛奶一起吃，又說不知道cereal中文怎麼說，加上曾志偉有趣的說cereal，引來全場觀眾和評判的歡笑，最後她在此環節取得74分（滿分100分）。

## 跳車事件
李穎芝在2010年1月28日在何文田乘的士前往奧海城拍攝《女人最痛》外景時，發現的士衝紅燈且左搖右擺，細問下司機表示「無迫力」，她擔心的士失控撞車，情急下打開車門跳車，頓變滾地葫蘆受傷，而的士最終安全停下，司機更一度折返著她上車繼續行程，她聞言即耍手擰頭拒絕，並負傷步至行人路邊，自行報警待救。

### 個人回應
事後她笑說：「當時我只是怕會撞車，現在才知後果會很嚴重，我當時確實是衝動了一點，不應該這樣危險的情況下跳車，幸好現在沒意外發生啊！」

### 大眾反應
正面：稱讚她「好武功」、「身手敏捷」，並認為此事令她成功上位，讓公眾終於記得她的名字
負面：反應過敏，跳車的決定顯出其智力低下。
專家：行為不當，倘遇車輛行駛中突然腳掣失靈，乘客應確保繫穩安全帶，再彎低身抱頭，盡量保護身體。乘客切勿冒險跳車逃生，隨時會被其他車輛撞倒，後果可能更加嚴重。

### 影響/重要性
雖然她在《女人最痛》戲份不重，但出事後仍得到無線外事部副總監曾醒明致電慰問。這是她第一次上報紙港聞版，這次出事並同時在2010年1月29日明報和星島日報兩份香港銷量頗高的報紙上刊登，可見她雖然為落選港姐，但仍不被忽略，仍然受到關注，顯示其在社會和娛樂圈的重要性。

### 總結
雖然有反面評論，但整體而言此事件對李穎芝的反應十分正面。

## 演出作品

### 電視劇集（無綫電視）
| 首播           | 劇名                   | 角色                                               |
| 2007年         | 爸爸閉翳               | 記者                                               |
| 2007年         | 歲月風雲               | 護士                                               |
| 2007年－2008年 | 同事三分親             | 店員、美女、應徵者、翻譯                           |
| 2007年         | 鐵咀銀牙               | 賣藝者                                             |
| 2008年         | 秀才愛上兵             | 婢女                                               |
| 2008年         | 原來愛上賊             | 高哲師妹兼初戀情人（第10集）、妓女（第19集）       |
| 2008年         | 銀樓金粉               | 高家丫環                                           |
| 2008年         | 法證先鋒II             | 劉珊珊                                             |
| 2008年         | 師奶股神               | 聯輝女伴                                           |
| 2008年         | 當狗愛上貓             | 狗主                                               |
| 2008年         | 尖子攻略               | 英文老師Wendy（郭雲妮）                            |
| 2008年         | Click入黃金屋          | Model                                              |
| 2008年－2009年 | 珠光寶氣               | Michelle                                           |
| 2008年－2010年 | 畢打自己人             | 顧客、飛燕、少女、模特兒                           |
| 2009年         | 王老虎搶親             | 秋菊                                               |
| 2009年         | 老婆大人II             | 「神州國際」健康食品展場美少女                     |
| 2009年         | 有營煮婦               | 賓客                                               |
| 2009年         | 蔡鍔與小鳳仙           | 妓女                                               |
| 2009年         | 宮心計                 | 黎卓琪（司制房學婢）                               |
| 2009年         | 富貴門                 | 酒吧女郎                                           |
| 2009年         | 巴不得爸爸...          | 義四奶                                             |
| 2010年         | 五味人生               | 女助手                                             |
| 2010年         | 戀愛星求人（海外播放） | Ada（花店職員）                                    |
| 2010年         | 情人眼裏高一D          | 鮮竹卷（電視台演員，類似味之天使／美味天使的角色） |
| 2010年         | 老公萬歲               | 應徵者、姊妹                                       |
| 2010年         | 秋香怒點唐伯虎         | 春香 (女配角)                                      |
| 2010年         | 搜下留情               | 鄭笑欣（年青）                                     |
| 2010年         | 飛女正傳               | 姊妹                                               |
| 2010年         | 女王辦公室             | 顧客                                               |
| 2010年         | 掌上明珠               | Mary                                               |
| 2010年         | 蒲松齡                 | 心妍（妓女）                                       |
| 2010年         | 情越雙白線             | Moon                                               |
| 2010年         | 施公奇案II             | 開枝                                               |
| 2010年         | 公主嫁到               | 彈琴妓女                                           |
| 2010年         | 翻叮一族               | 危賜安之友人                                       |
| 2010年         | 讀心神探               | 秘書                                               |
| 2010年         | 刑警                   | 陳安娜（Jina B）                                   |
| 2010年         | 囧探查過界             | 售貨員                                             |
| 2010年         | 誘情轉駁               | 美女                                               |
| 2010年         | 依家有喜               | 護士                                               |
| 2011年         | Only You 只有您        | Eric妻                                             |
| 2011年         | 點解阿Sir係阿Sir       | 少女                                               |
| 2011年         | 怒火街頭               | 靚女                                               |
| 2011年         | 花花世界花家姐         | 模特兒                                             |
| 2011年         | 團圓                   | Amy                                                |
| 2011年         | 不速之約               | Grace                                              |
| 2011年         | 萬凰之王               | 後宮妃子                                           |
| 2012年         | 心戰                   | 社工                                               |

### 其他演出（無綫電視）
- 2006－2008年：一擲千金：千金小姐
- 2006年：萬千星輝賀台慶：鼓舞昇平壽無疆的千手舞演出

### AXN
- 2010年：驚險大挑戰亞洲版（The Amazing Race Asia）第四季

### 電影
- 2010年：72家租客 飾 手機店店員

### MV演出
- 步步進逼 - Sun Boy'z
- 愛一個上一課 - 容祖兒
- 戀愛專家 - 林威辰
- 陌路 - 楊千嬅
- 無所謂 - 衛蘭
- 分手要狠 - 吳雨霏
- 愛不疚 - 林峰
- 戀愛妄想 - 胡杏兒
- 借 - 鄭融
- 差利 - 洪

### 配音作品
太陽王傳說: 說話石頭妓女